# ویبرن فنسترا
ویبرن فنسترا (هلندی: Wiebren Veenstra؛ زادهٔ ۸ دسامبر ۱۹۶۶) دوچرخه‌سوار اهل هلند است.